# Fire sange til tekster af Nils-Magnus Folcke
Fire sange til tekster af Nils-Magnus Folcke (Noors voor Vier liederen op tekst van Nils-Magnus Folcke)  is een verzameling liederen van Eyvind Alnæs. Alnæs schreef toonzettingen bij vier gedichten van de Zweed Nils-Magnus Folcke. Diezelfde dichter kwam ook in Alnæs’ volgende opus aan de orde.
De vier gedichten zijn:
1. Ett vackert gammalt mönster (Een mooi oud patroon)(werd later georkestreerd)
2. Förryckt amour (Gekke liefde)
3. Visan om Maj (Lied over mei)
4. En gammal ung visa (Een oud jong liedje)